# Luangnamtha
Luang Namtha (tiếng Lào: ຫລວງນໍ້າທາ, nghĩa đen là "Xứ sở cọ đường" hoặc "Xứ sở sông xanh"; phiên âm là "Luông Nậm Thà") là một tỉnh của Lào nằm ở phía bắc quốc gia. Tỉnh được hình thành từ năm 1966 đến năm 1976, cùng với tỉnh Bokeo, là một phần của tỉnh Houakhong.
Tỉnh Luang Namtha có diện tích 9.325 km2. Thủ phủ của tỉnh là Luang Namtha. Tỉnh có biên giới với Vân Nam, Trung Quốc ở phía bắc, tỉnh Oudomxai về phía đông và đông nam tỉnh Bokeo, phía tây nam và bang Shan, Miến Điện về phía tây bắc.

Tỉnh có Khu Bảo tồn Đa dạng sinh học Quốc gia Nam Ha và là một trong những vùng sản xuất mía và cao su chính của Lào và một số cây trồng khác. Tỉnh có khoảng 20 ngôi chùa ở muang Sing, trong đó có chùa Wat Sing Jai và chùa Wat Namkeo nổi tiếng. Bảo tàng Luang Namtha nằm ở thị xã Luang Namtha.

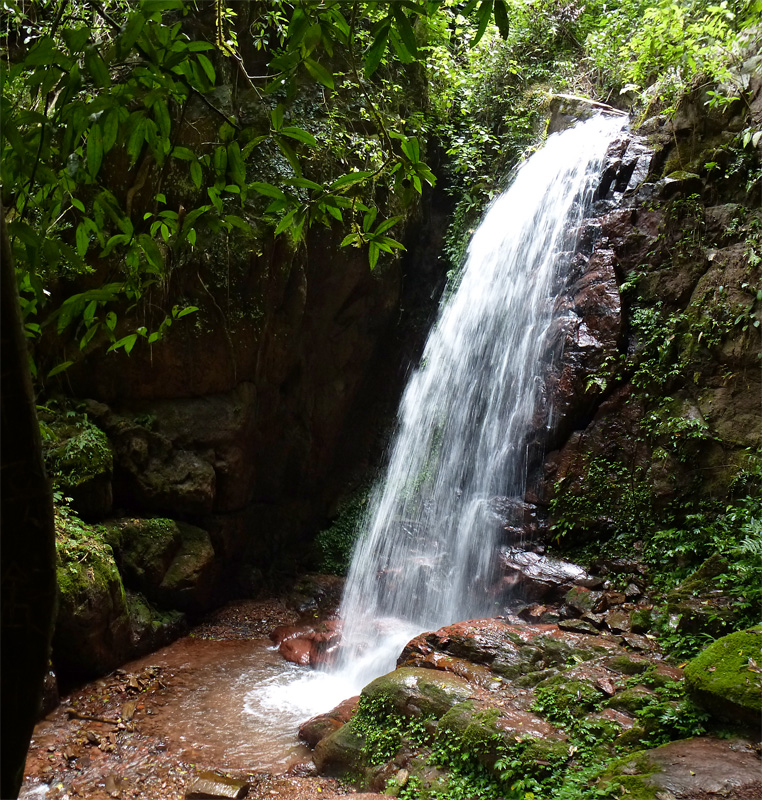
Pha Yeung Waterfalls inside the Nam Ha NBCA
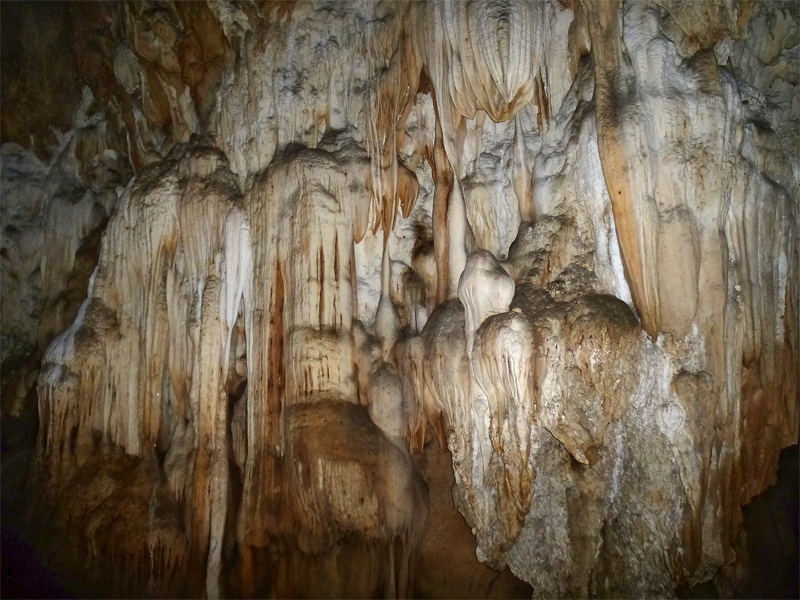
Kao Rao Caves inside the Nam Ha NBCA

## Các đơn vị hành chính
Tỉnh có 5 huyện sau đây:
| Bản đồ | Mã                 | Tên tiếng Việt | Tên tiếng Lào | Dân sô (2015) |
| ------ | ------------------ | -------------- | ------------- | ------------- |
|        |                    |                |               |               |
| 3-01   | Muang Namtha       | ເມືອງຫຼວງນໍ້າທາ    | 54.089        |               |
| 3-02   | Muang Sing         | ເມືອງສີງ         | 39.287        |               |
| 3-03   | Muang Long         | ເມືອງລອງ        | 34.360        |               |
| 3-04   | Muang Viengphoukha | ເມືອງວຽງພູຄາ     | 23.928        |               |
| 3-05   | Muang Na Le        | ເມືອງນາແລ       | 23.819        |               |

## Dân cư
Dân số của tỉnh tính đến tháng 3/2005 là 145.289 người. Các nhóm dân tộc thiểu số được ghi nhận gồm Khamu, Akha (Eko), Hmong, Yao (Ioumien) và Lanten. Người Lào, Tai Lue, Tai Neua và Thái Đen ở các thôn sinh sống ngay khu Bảo tồn Đa dạng sinh học Quốc gia Nam Hà và gần thị trấn lịch sử Muang Sing.

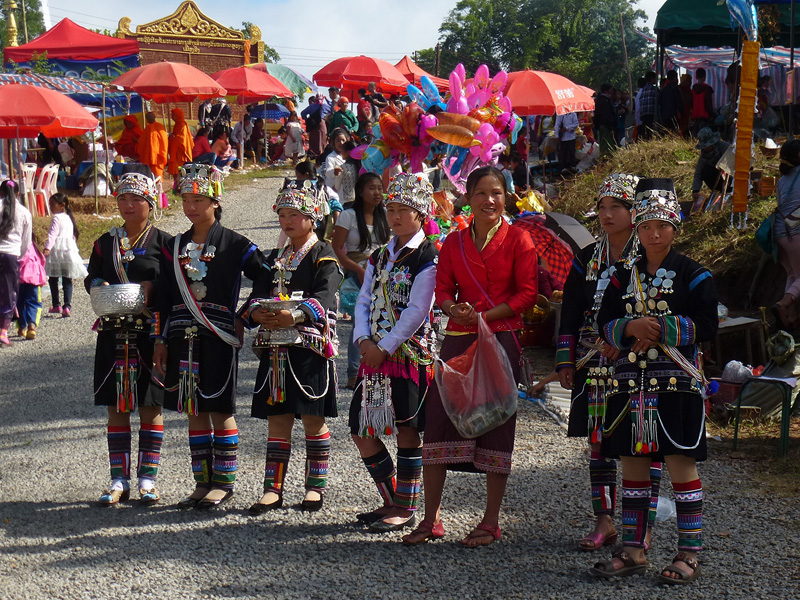
Người Akha
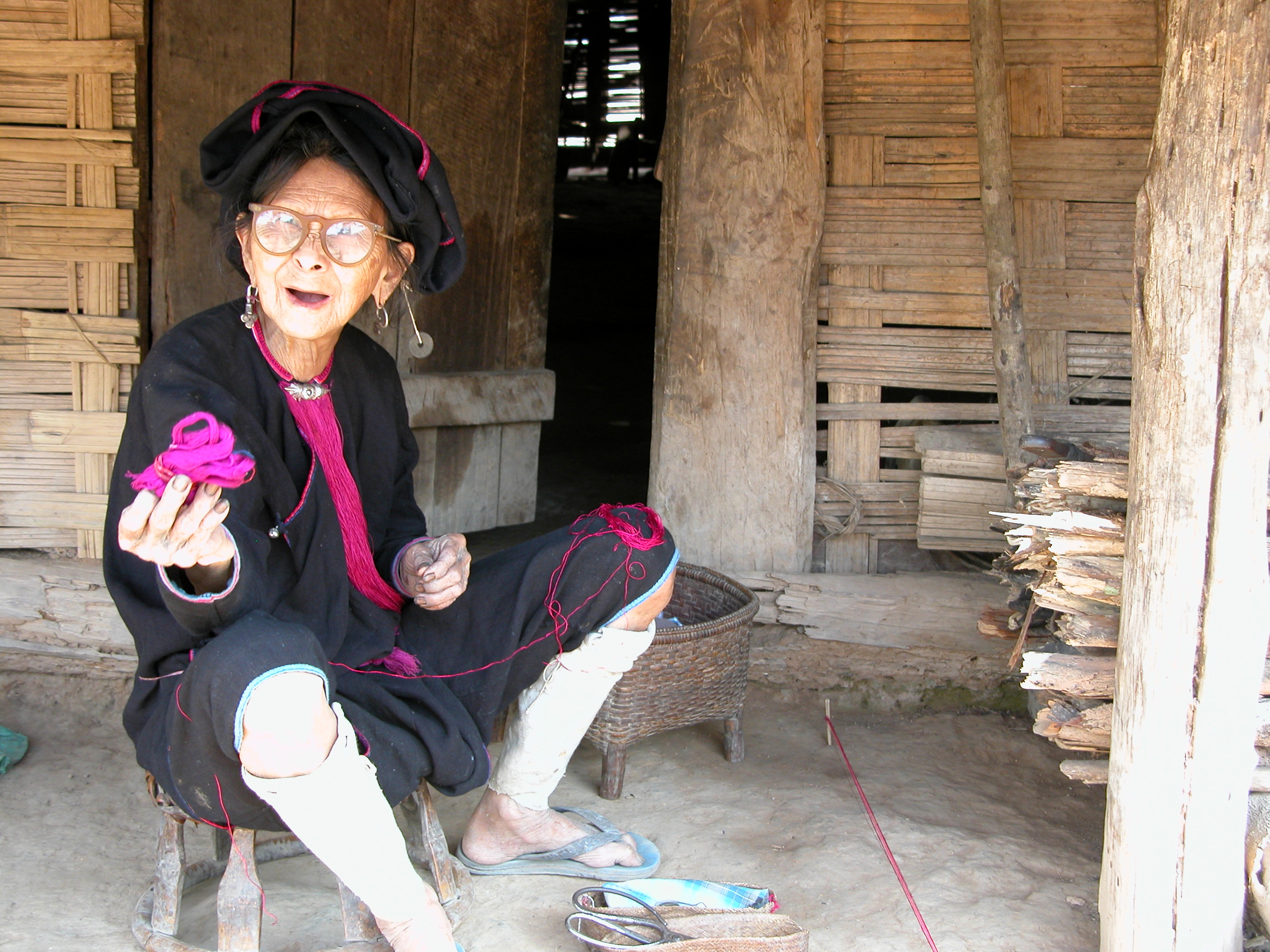
Người Lanten
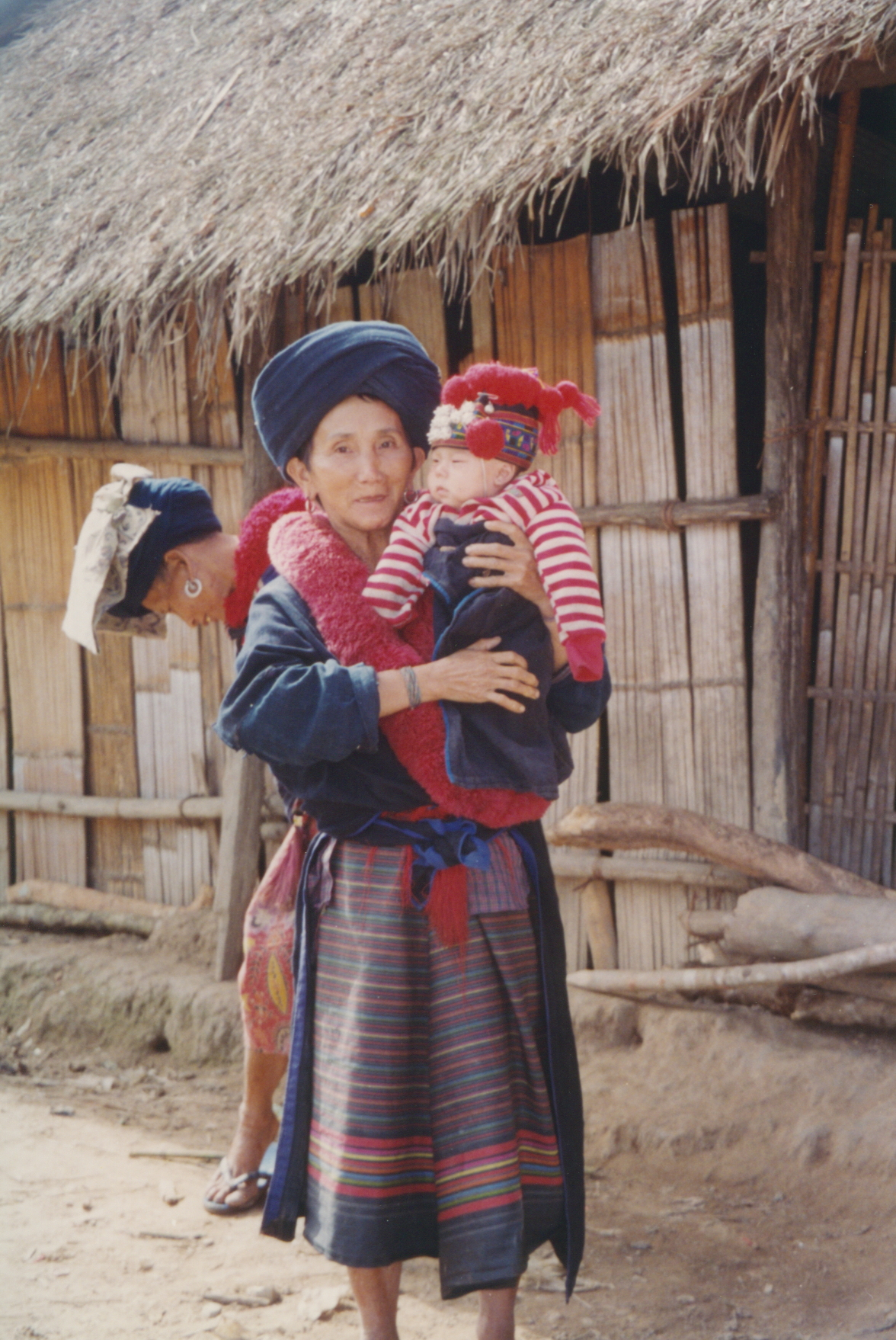
Người Mien
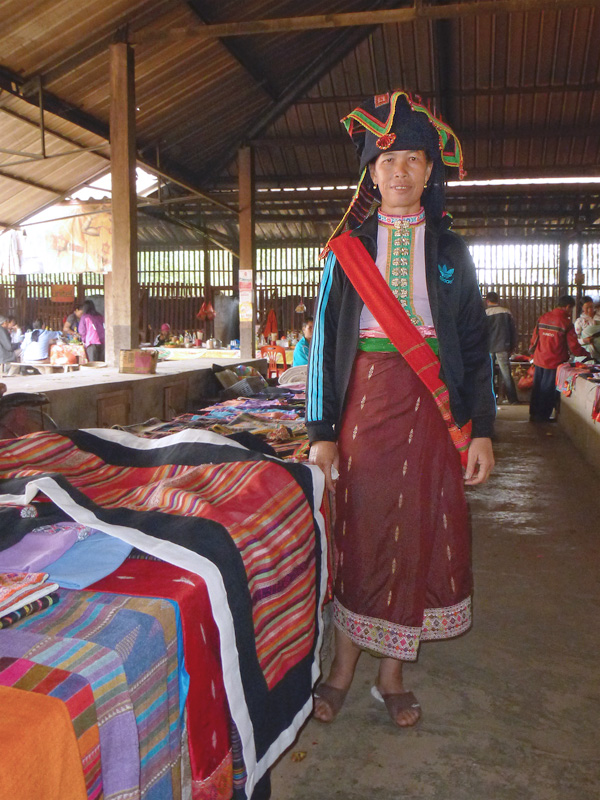
Người Thái Đen

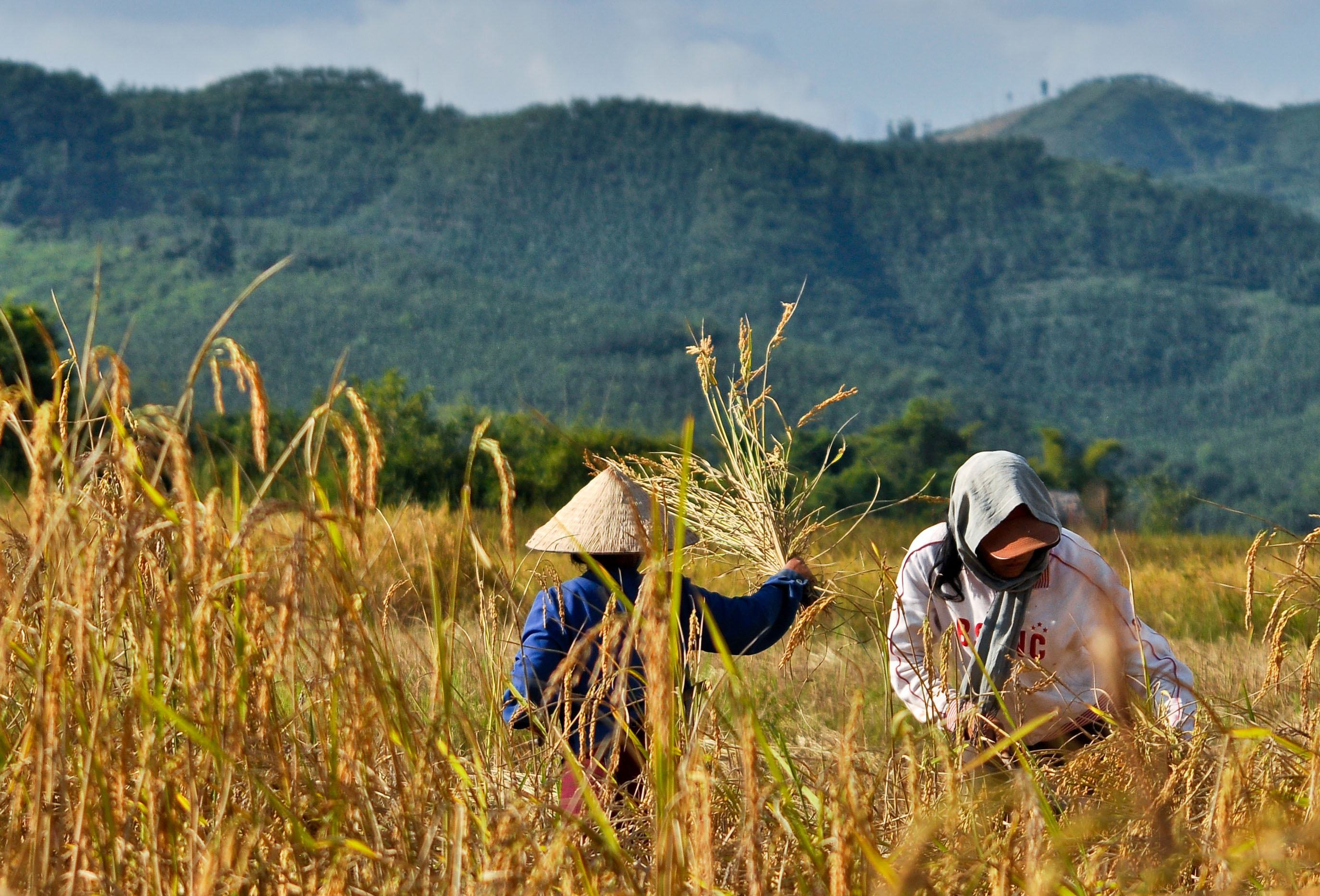
Nông dân thu hoạch lúa
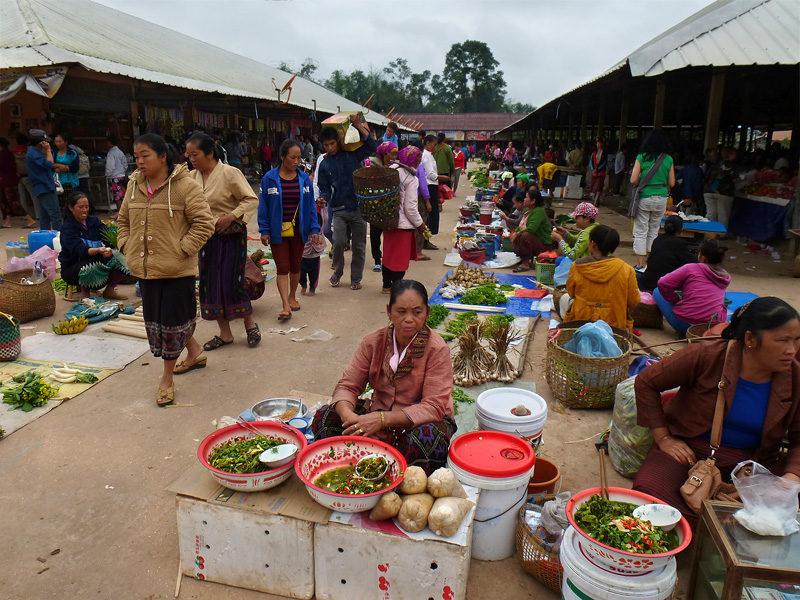
Chợ sáng ở thị trấn Sing
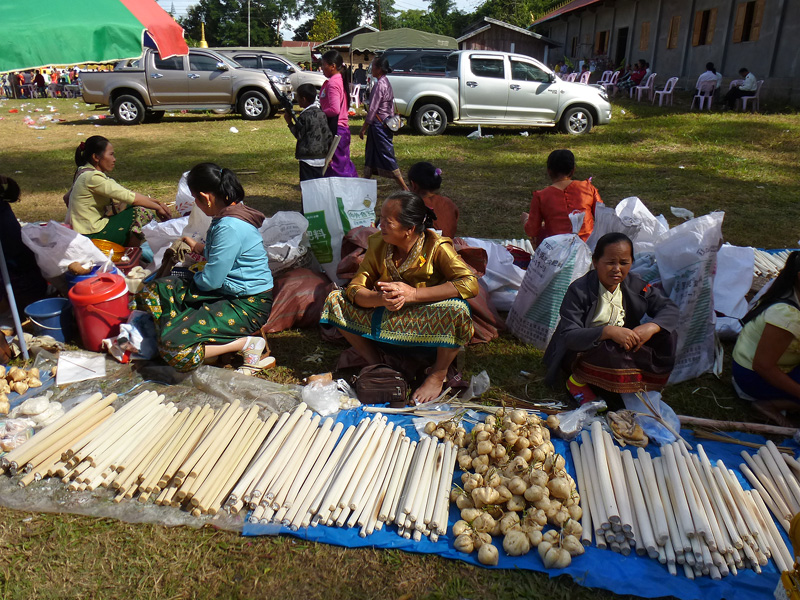
Bán gạo nương
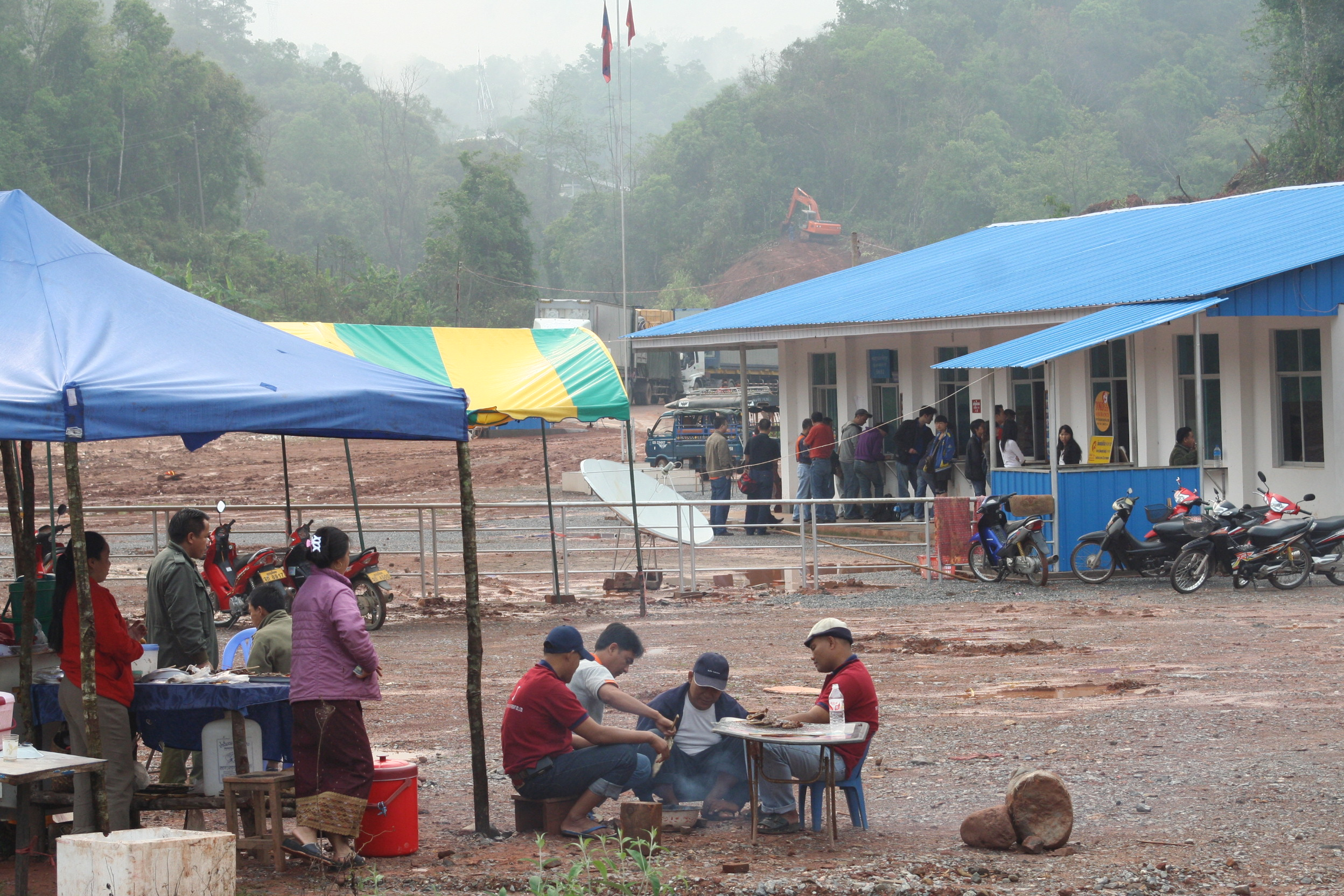
Biên giới với Trung quốc

## Giao thông
Đường quốc lộ số 3 (Lào) có các điểm cuối tại Cửa khẩu quốc tế Boten (trên biên giới với Trung Quốc) và Huay Sai (đối diện Chan Kong), đôi khi được gọi là Quốc lộ 3 Chiang Rai - Côn Minh.
Sân bay Luang Namtha hàng ngày đều có một chuyến bay đến Sân bay quốc tế Wattay ở thủ đô Vientaine.

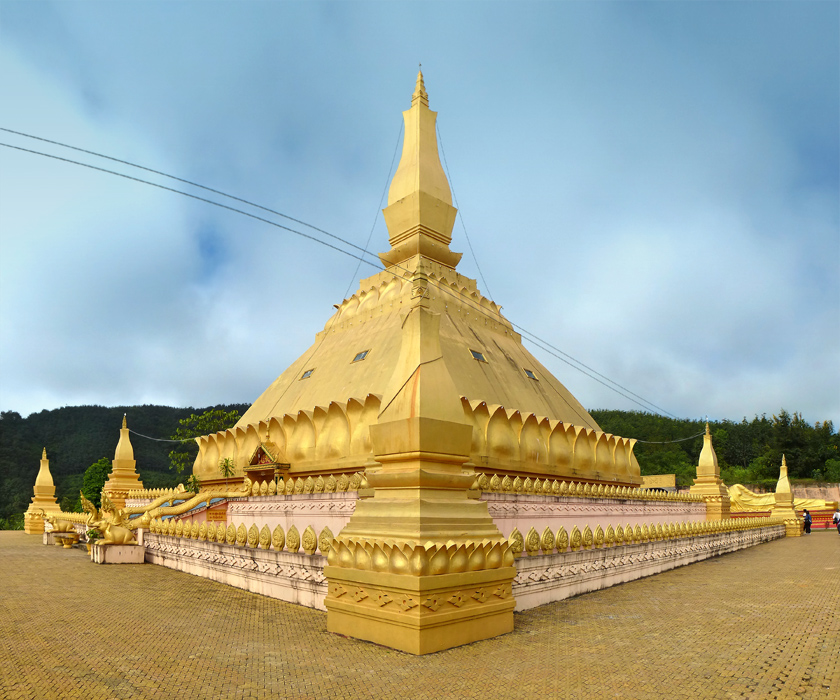
Tháp That Luang Namtha
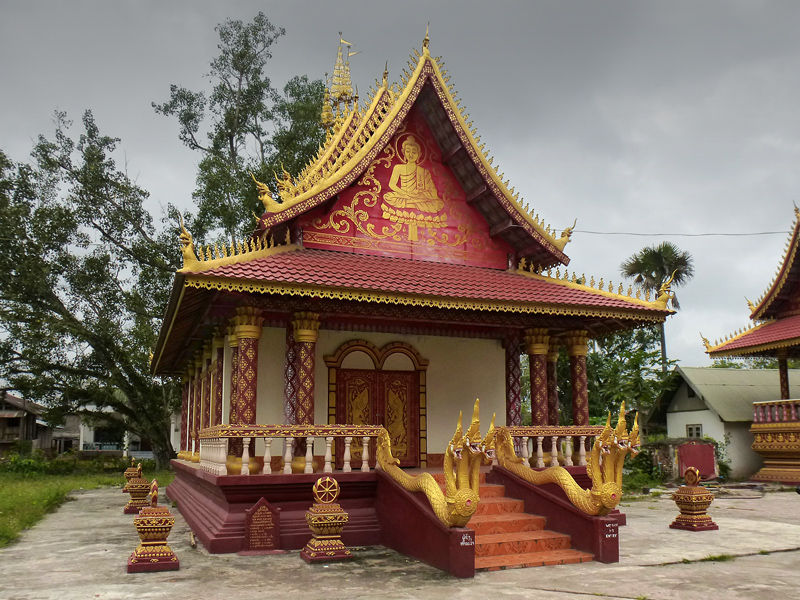
Chùa Wat Xieng Jai
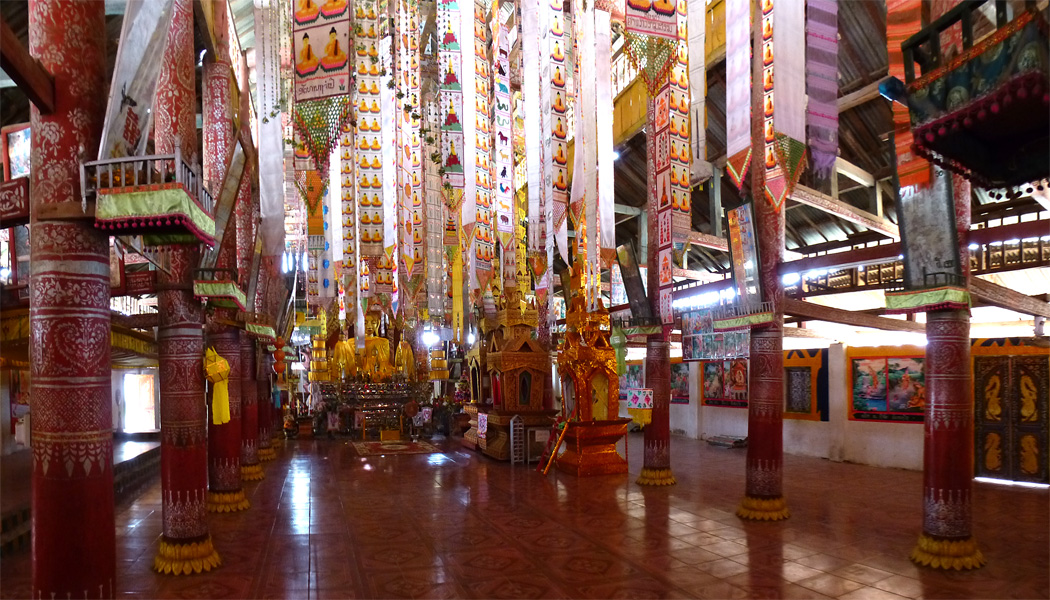
Bên trong chùa Wat Xieng Jai
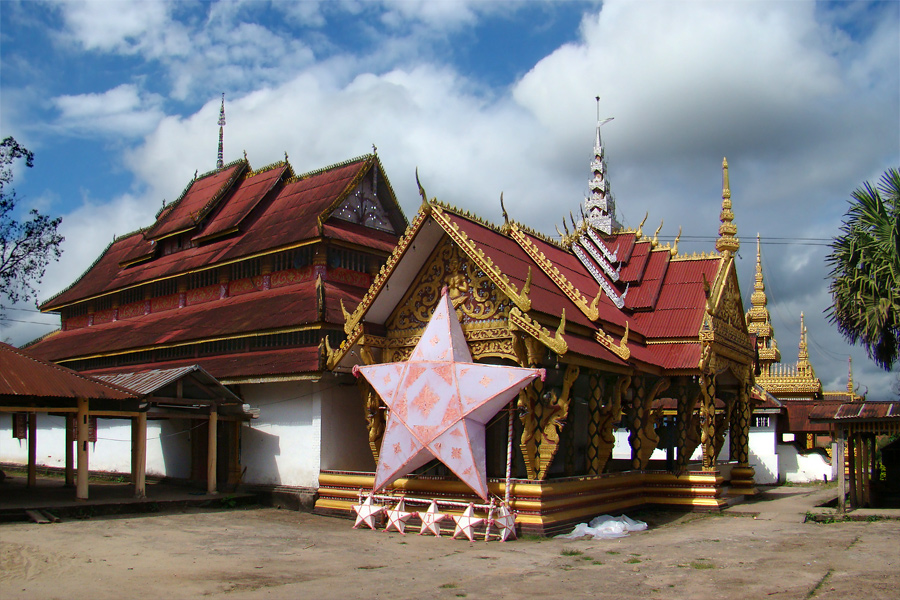
Chùa Wat Nam Keo Luang